# Cricket Australia
Cricket Australia (CA) ist der nationale Dachverband für Cricket in Australien. Der im Jahr 1905 gegründete Verband hat seinen Sitz in Melbourne. Seit 1909 vertritt er Australien beim Weltverband International Cricket Council (ICC) als Vollmitglied und beim Kontinentalverband ICC East Asia-Pacific.

## Geschichte
Die Gründung des Verbandes Australian Board of Control for International Cricket (ABCIC) erfolgte 1905. Am 15. Juni 1909 gründete der australische Verband zusammen mit England und Südafrika im Londoner Lord’s Cricket Ground die Imperial Cricket Conference (heute International Cricket Council, ICC). Der Verband benannte sich 1973 in Australian Cricket Board um.
Die letzten Jahre vor dem Ersten Weltkrieg waren geprägt vom Konflikt zwischen den Spielern, allen voran Clem Hill, Victor Trumper und Frank Laver, und dem Australian Cricket Board unter Peter McAlister, der versuchte, mehr Kontrolle über die Touren der Spieler zu erlangen. Dies führte zum Rückzug von sechs führenden Spielern (die sogenannten „Big Six“) während des Triangular Tournament 1912 in England, woraufhin Australiens Aufstellung als die einer B-Mannschaft galt.
Im Mai 1977 kündigte Kerry Packer ein unsanktioniertes Turnier an – die World Series Cricket – nachdem sich das Australian Cricket Board 1976 geweigert hatte, das Angebot von Channel Nine für exklusive Übertragungsrechte australischer Tests anzunehmen. Packer schloss geheime Verträge mit internationalen Spielern, darunter 28 Australier. Fast die gesamte australische Test-Mannschaft nahm an dem Turnier teil; daraufhin mussten für die australische Mannschaft Spieler ausgewählt werden, die als drittklassig galten und an der Sheffield Shield teilnahmen. Der ehemalige Spieler Bob Simpson, der sich nach einem Konflikt mit dem Australian Cricket Board zuvor vom internationalen Cricket zurückgezogen hatte, führte im Alter von 41 Jahren die australische Mannschaft gegen eine besuchende indische Mannschaft an. Jeff Thomson wurde zum Vizekapitän einer Mannschaft, die sieben Debütanten mitnahm. Spieler der World Series Cricket wurden während der Internationalen Cricket-Saison 1978/79 wieder in die Mannschaft integriert, nachdem das Australian Cricket Board und Kerry Packer eine Übereinkunft erzielt hatten. Ebenso trat Greg Chappell wieder als australischer Kapitän in Erscheinung. Bei der World Series Cricket wurden zahlreiche Neuerungen eingeführt, die heute noch im Cricket wiederzufinden sind.
Die mittleren 1980er Jahre lieferten gemischte Resultate, nachdem die Rebellen-Touren nach Südafrika für Unruhe in der Mannschaft gesorgt hatten und anschließend mehrere Schlüsselspieler zurückgetreten waren. Das South African Cricket Board unterstützte die Rebellen-Touren finanziell, um der südafrikanischen Nationalmannschaft zu Länderspielen zu verhelfen – diese war wie die Rugby-Union-Nationalmannschaft und die olympischen Athleten wegen der rassistischen Apartheid-Politik vom internationalen Sportgeschehen ausgeschlossen. Einige der besten australischen Cricketspieler wurden anschließend gesperrt. Das Australian Cricket Board suspendierte diese Spieler für drei Jahre, was den Spielerpool für die Nationalmannschaft wesentlich verkleinerte, da die meisten dieser Spieler Schlüsselrollen bekleideten oder kurz davor waren, internationale Preise zu empfangen.

## Aufgabe

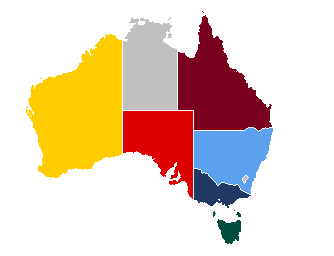
Karte der australischen Regionalverbände und deren Mannschaften

Cricket Australia umfasst sechs Regionalverbände, die jeweils einen Bundesstaat bzw. Territorium repräsentieren. Er ist nach australischem Recht als Kapitalgesellschaft, limited by guarantee, registriert. Cricket Australia stellt die Australien vertretenden Cricket-Nationalmannschaften, einschließlich der für die Männer, Frauen und Jugend zusammen. Der Verband ist außerdem verantwortlich für die Durchführung von Test-, ODI- und T20I-Serien gegen andere Nationalmannschaften sowie die Organisation von Heimspielen und -turnieren. Neben der Aufstellung des Teams ist er verantwortlich für den Kartenverkauf, der Gewinnung von Sponsoren und der Vermarktung der Medienrechte.
Daneben organisiert der Verband das Kinder- und Jugend-Cricket in Australien. Wie andere Cricketnationen verfügt Australien über U-19-Nationalmannschaften für Jungen und Mädchen, die an den entsprechenden Weltmeisterschaften (Jungen und Mädchen) teilnehmen. Die zweite Nationalmannschaft Australiens bildet Australia A, deren Spiele über First-Class- bzw. List-A-Status verfügen.
Der Verband organisiert auch den nationalen Spielbetrieb. So betreibt er mit der Big Bash League eine kommerzielle Franchise-Liga. Darüber hinaus organisiert er die traditionsreiche Sheffield Shield, einen One-Day Cup und Second XI für Provinzteams.
Cricket Australia richtet auch regelmäßig internationale Turniere aus. So war es bereits Gastgeber der Cricket World Cups der Jahre 1992 und 2015 (beide zusammen mit Neuseeland), des T20 World Cup 2022 bei den Männern, sowie der Cricket World Cup der Jahre 1988 und 2009 und des T20 World Cup 2020 bei den Frauen. Es ist geplant, dass Australien zusammen mit Neuseeland den T20 World Cup 2028 austragen wird.